# 에른스트 프리드리히 츠비르너

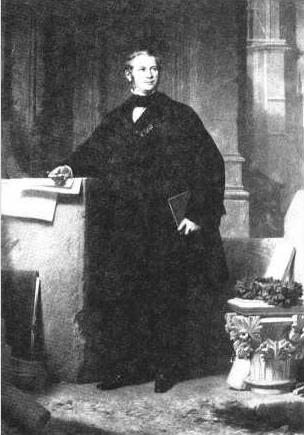
에른스트 프리드리히 츠비르너

에른스트 프리드리히 츠비르너(Ernst Friedrich Zwirner, 1802년 2월 28일 ~ 1861년 9월 22일 쾰른)는 중세시대 이후 다시 재게 된 쾰른 대성당 건설의 첫 총 책임자이자 독일의 건축가이다.

## 같이 보기
- 쾰른